# Конопатчиков, Александр Иванович
Александр Иванович Конопатчиков (14 октября 1912, Конное, Бельский уезд, Смоленская губерния, Российская империя — 2 декабря 1973, Ленинград) — командир расчета 76-миллиметровой пушки 153-го стрелкового полка 80-й стрелковой дивизии 54-й армии Волховского фронта; 59-й армии 1-го Украинского фронта, старший сержант.

## Биография
Родился в 1912 году в деревне Конное Бельского района Смоленской области. Член ВКП/КПСС с 1944 года. Работал на судоверфи в Ленинграде.
В Красной Армии и на фронте в Великую Отечественную войну с сентября 1941 года.
Командир расчета 76-миллиметровой пушки 153-го стрелкового полка старший сержант Александр Конопатчиков в боях 17-31 января 1944 года в районе города Любань Ленинградской области вместе с боевым расчетом разрушил два дзота, вывел из строя три пулемета, 105-миллиметровый миномет, уничтожил свыше десяти противников. За мужество и отвагу, проявленные в боях, старший сержант Конопатчиков Александр Иванович 17 февраля 1944 года награждён орденом Славы 3-й степени.
В том же боевом составе в районе населенного пункта Козденбе 20 января 1945 года Александр Конопатчиков уничтожил пять пулеметов с прислугой, свыше отделения пехоты. За мужество и отвагу, проявленные в боях, старший сержант Конопатчиков Александр Иванович 2 февраля 1945 года награждён орденом Славы 2-й степени.
В бою за город Линден 28 марта 1945 года подавил огонь нескольких пулеметов, разбил два орудия и истребил свыше десяти солдат.
Указом Президиума Верховного Совета СССР от 27 июня 1945 года за образцовое выполнение заданий командования в боях с немецко-вражескими захватчиками старший сержант Конопатчиков Александр Иванович награждён орденом Славы 1-й степени, став полным кавалером ордена Славы.
В 1945 году А. И. Конопатчиков демобилизован из Вооруженных Сил СССР. Жил в городе-герое Ленинграде. Работал на судостроительном заводе. Скончался 2 декабря 1973 года.

## Награды
- Орден Славы 1-й, 2-й и 3-й степени (17.02.1944, 02.02.1945, 27.06.1945)[1]
- Две медали «За отвагу» (28.01.1943, 01.01.1944)
- Медаль «За боевые заслуги» (31.07.1943)
- Медаль «За оборону Ленинграда» (22.12.1942)
- Медаль «За победу над Германией в Великой Отечественной войне 1941—1945 гг.» (09.05.1945)